# Helena Bonham Carter
Helena Bonham Carter CBE (sinh ngày 26 tháng 5 năm 1966) là một nữ diễn viên người Anh. Được biết đến với các vai diễn trong các bộ phim bom tấn và phim độc lập, đặc biệt là các bộ phim truyền hình cổ trang, cô đã nhận được nhiều giải thưởng khác nhau, bao gồm Giải thưởng Điện ảnh Viện Hàn lâm Anh và Giải Emmy Quốc tế, cùng với các đề cử cho hai Giải Oscar, 4 Giải thưởng Truyền hình Viện Hàn lâm Anh, 5 Giải Primetime Emmy và chín giải Quả cầu vàng.
Bonham Carter nổi lên nhờ vào vai Lucy Honeychurch trong A Room with a View (1985) và nhân vật chính trong Lady Jane (1986). Những vai diễn thời kỳ đầu của cô cho thấy cô là một " bông hồng nước Anh" còn nguyên trinh, một cái mác mà cô không thoải mái. Cô được biết đến nhiều nhất với phong cách thời trang lập dị, gu thẩm mỹ đen tối và thường vào vai những phụ nữ kỳ quặc. Với vai diễn Kate Croy trong The Wings of the Dove (1997), Bonham Carter đã nhận được một đề cử cho Giải Oscar cho Nữ diễn viên chính xuất sắc nhất, và cho vai diễn Nữ hoàng Elizabeth Nữ hoàng trong The King's Speech (2010), cô ấy đã giành được Giải BAFTA cho Nữ diễn viên chính xuất sắc nhất trong một vai phụ, và được đề cử cho Giải Oscar cho Nữ diễn viên phụ xuất sắc nhất. Các bộ phim khác của cô bao gồm Hamlet (1990), Howards End (1992), Mary Shelley's Frankenstein (1994), Mighty Aphrodite (1995), Fight Club (1999), Wallace & Gromit: The Curse of the Were-Rabbit (2005), loạt phim Harry Potter (2007–2011) trong vai Bellatrix Lestrange, Great Expectations (2012) trong vai Miss Havisham, Les Misérables (2012), Cinderella (2015), Ocean's 8 (2018) và Enola Holmes (2020). Các hợp tác của cô với đạo diễn Tim Burton, bạn đời cũ của cô, bao gồm Big Fish (2003), Corpse Bride (2005), Charlie and the Chocolate Factory (2005), Sweeney Todd: The Demon Barber of Fleet Street (2007) trong vai bà Lovett, Alice in Wonderland (2010) trong vai Nữ hoàng Đỏ, và Dark Shadows (2012).
Với vai tác giả thiếu nhi Enid Blyton trong bộ phim tiểu sử Enid (2009) của BBC Four, cô đã giành được Giải Emmy Quốc tế năm 2010 cho Nữ diễn viên chính xuất sắc nhất và được đề cử Giải thưởng Truyền hình của Viện Hàn lâm Anh cho Nữ diễn viên chính xuất sắc nhất . Các bộ phim truyền hình khác của cô bao gồm Fatal Deception: Mrs. Lee Harvey Oswald (1993), Live from Baghdad (2002), Toast (2010), và Burton & Taylor (2013). Từ năm 2019 đến năm 2020, cô đóng vai Công chúa Margaret, Nữ bá tước Snowdon trong phần ba và bốn của The Crown của Netflix.

## Danh sách các phim tham gia

### Điện ảnh

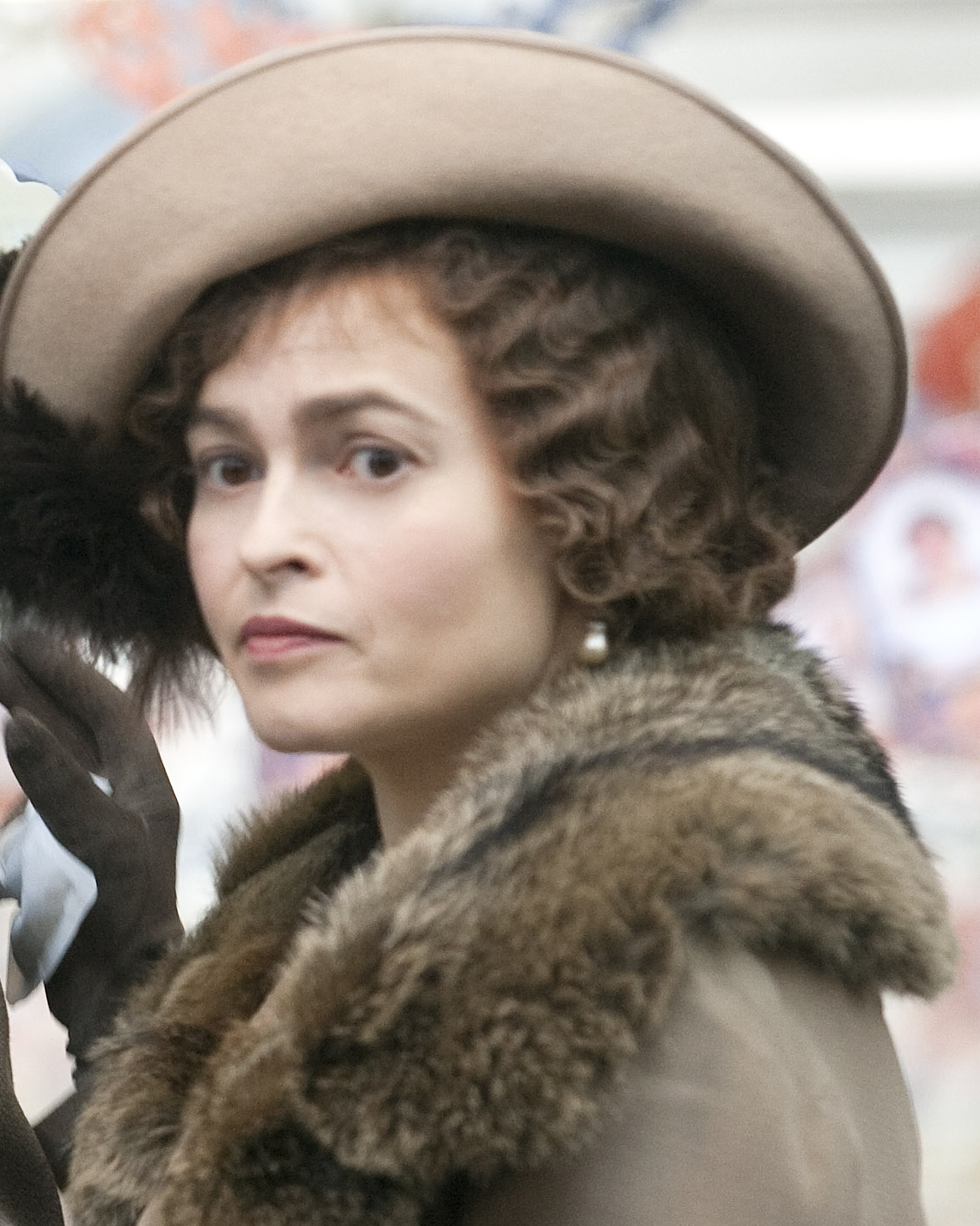
Bonham Carter trong khi quay The King's Speech vào tháng 12 năm 2009.

| Not yet released | Chỉ tác phẩm chưa được phát hành |

| Năm  | Tiêu đề                                             | Vai diễn                             | Ghi chú                               | Nguồn |
| ---- | --------------------------------------------------- | ------------------------------------ | ------------------------------------- | ----- |
| 1985 | A Room with a View                                  | Lucy Honeychurch                     |                                       |       |
| 1986 | Lady Jane                                           | Lady Jane Grey                       |                                       |       |
| 1987 | Maurice                                             | Lady at Cricket Match                | Cameo                                 |       |
| 1987 | A Hazard of Hearts                                  | Serena Staverley                     |                                       |       |
| 1988 | The Mask                                            | Iris                                 |                                       |       |
| 1988 | Six Minutes with Ludwig                             | The Star                             |                                       |       |
| 1989 | Francesco                                           | Chiara Offreduccio                   |                                       |       |
| 1989 | Getting It Right                                    | Lady Minerva Munday                  |                                       |       |
| 1990 | Hamlet                                              | Ophelia                              |                                       |       |
| 1990 | The Early Life of Beatrix Potter                    | Beatrix Potter                       |                                       |       |
| 1991 | Where Angels Fear to Tread                          | Caroline Abbott                      |                                       |       |
| 1991 | Brown Bear's Wedding                                | White Bear (voice)                   |                                       |       |
| 1992 | Howards End                                         | Helen Schlegel                       |                                       |       |
| 1994 | Mary Shelley's Frankenstein                         | Elizabeth Frankenstein               |                                       |       |
| 1994 | Fatal Deception: Mrs. Lee Harvey Oswald             | Marina Oswald                        |                                       |       |
| 1994 | Butter                                              | Dorothy                              | Short film                            |       |
| 1995 | Mighty Aphrodite                                    | Amanda Weinrib                       |                                       |       |
| 1995 | Margaret's Museum                                   | Margaret MacNeil                     |                                       |       |
| 1995 | Jeremy Hardy Gives Good Sex                         | Herself (voice)                      |                                       |       |
| 1996 | Twelfth Night: Or What You Will                     | Olivia                               |                                       |       |
| 1996 | Portraits chinois                                   | Ada                                  | French-language role                  |       |
| 1997 | The Wings of the Dove                               | Kate Croy                            |                                       |       |
| 1997 | Keep the Aspidistra Flying                          | Rosemary                             |                                       |       |
| 1997 | The Petticoat Expeditions                           | Narrator (voice)                     |                                       |       |
| 1998 | Sweet Revenge                                       | Karen Knightly                       | Also known as The Revengers' Comedies |       |
| 1998 | The Theory of Flight                                | Jane Thatchard                       |                                       |       |
| 1999 | Carnivale                                           | Milly (voice)                        |                                       |       |
| 1999 | Fight Club                                          | Marla Singer                         |                                       |       |
| 1999 | Women Talking Dirty                                 | Cora                                 |                                       |       |
| 1999 | The Nearly Complete and Utter History of Everything | Lily                                 |                                       |       |
| 2001 | Planet of the Apes                                  | Ari                                  |                                       |       |
| 2001 | Novocaine                                           | Susan Ivey                           |                                       |       |
| 2001 | Football                                            | Mum                                  | Short film                            |       |
| 2002 | The Heart of Me                                     | Dinah                                |                                       |       |
| 2002 | Till Human Voices Wake Us                           | Ruby                                 |                                       |       |
| 2003 | Big Fish                                            | Jennifer Hill / The Witch            |                                       |       |
| 2004 | Lemony Snicket's A Series of Unfortunate Events     | Beatrice Baudelaire                  | Uncredited cameo                      |       |
| 2005 | Charlie and the Chocolate Factory                   | Mrs. Bucket                          |                                       |       |
| 2005 | Conversations with Other Women                      | Woman                                |                                       |       |
| 2005 | Wallace & Gromit: The Curse of the Were-Rabbit      | Lady Tottington (voice)              |                                       |       |
| 2006 | Sixty Six                                           | Esther Reubens                       |                                       |       |
| 2006 | Corpse Bride                                        | Emily, the Corpse Bride (lồng tiếng) |                                       |       |
| 2007 | Sweeney Todd: The Demon Barber of Fleet Street      | Mrs. Lovett                          |                                       |       |
| 2007 | Harry Potter and the Order of the Phoenix           | Bellatrix Lestrange                  |                                       |       |
| 2009 | Harry Potter and the Half-Blood Prince              | Bellatrix Lestrange                  |                                       |       |
| 2009 | Terminator Salvation                                | Dr. Serena Kogan / Skynet            |                                       |       |
| 2009 | The Gruffalo                                        | Mother Squirrel (voice)              | Phim ngắn                             |       |
| 2010 | Alice in Wonderland                                 | Red Queen / Iracebeth of Crims       |                                       |       |
| 2010 | The King's Speech                                   | Queen Elizabeth                      |                                       |       |
| 2010 | Harry Potter and the Deathly Hallows – Part 1       | Bellatrix Lestrange                  |                                       |       |
| 2011 | Harry Potter and the Deathly Hallows – Part 2       | Bellatrix Lestrange                  |                                       |       |
| 2011 | The Gruffalo's Child                                | Mother Squirrel (voice)              | Short film                            |       |
| 2012 | Dark Shadows                                        | Dr. Julia Hoffman                    |                                       |       |
| 2012 | A Therapy                                           | Patient                              | Short film                            |       |
| 2012 | Great Expectations                                  | Miss Havisham                        |                                       |       |
| 2012 | Les Misérables                                      | Mme. Thénardier                      |                                       |       |
| 2013 | The Lone Ranger                                     | Red Harrington                       |                                       |       |
| 2013 | The Young and Prodigious T.S. Spivet                | Dr. Clair                            |                                       |       |
| 2014 | Night Will Fall                                     | Narrator                             | Documentary film                      |       |
| 2015 | Cinderella                                          | The Fairy Godmother                  |                                       |       |
| 2015 | Suffragette                                         | Edith Ellyn                          |                                       |       |
| 2016 | Alice Through the Looking Glass                     | Red Queen / Iracebeth of Crims       |                                       |       |
| 2017 | Poles Apart                                         | Nanuk (voice)                        | Short film                            |       |
| 2017 | 55 Steps                                            | Eleanor Riese                        |                                       |       |
| 2018 | Sgt. Stubby: An American Hero                       | Margaret Conroy (voice)              |                                       |       |
| 2018 | Ocean's 8                                           | Rose Weil                            |                                       |       |
| 2020 | Dragonheart: Vengeance                              | Siveth (voice)                       | Direct-to-video                       |       |
| 2020 | Tintoretto: A Rebel in Venice                       | Narrator                             | Documentary film                      | [ 1 ] |
| 2020 | Enola Holmes                                        | Eudoria Holmes                       |                                       |       |
| 2022 | The House                                           | Jen (voice)                          |                                       |       |
| TBA  | Enola Holmes 2                                      | Eudoria Holmes                       | Filming                               |       |

### Truyền hình
| Not yet released | Chỉ tác phẩm chưa được phát hành |

| Năm       | Tiêu đề                                            | Vai diễn                               | Ghi chú                     | Nguồn |
| --------- | -------------------------------------------------- | -------------------------------------- | --------------------------- | ----- |
| 1983      | A Pattern of Roses                                 | Netty Bellinger                        | Television film             |       |
| 1987      | Miami Vice                                         | Dr. Theresa Lyons                      | 2 episodes                  |       |
| 1988      | Screen Two                                         | Jo Marriner                            | Episode: "The Vision"       |       |
| 1989      | Theatre Night                                      | Raina Petkoff                          | Episode: "Arms and the Man" |       |
| 1991      | Jackanory                                          | Reader                                 | 5 episodes                  |       |
| 1993      | Dancing Queen                                      | Pandora / Julie                        | Television film             |       |
| 1994      | A Dark-Adapted Eye                                 | Faith Severn (adult)                   | 2 episodes                  |       |
| 1994      | Absolutely Fabulous                                | Dream Saffron                          | Episode: "Hospital"         |       |
| 1994      | The Good Sex Guide                                 | Herself                                | Episode #2.1                |       |
| 1996      | The Great War and the Shaping of the 20th Century  | Vera Brittain                          | 2 episodes                  |       |
| 1998      | Merlin                                             | Morgan le Fay                          | 3 episodes                  |       |
| 2002      | Live from Baghdad                                  | Ingrid Formanek                        | Television film             |       |
| 2003      | Henry VIII                                         | Anne Boleyn                            | 2 episodes                  |       |
| 2005      | Magnificent 7                                      | Maggi Jackson                          | Television film             |       |
| 2009      | Enid                                               | Enid Blyton                            | Television film             |       |
| 2010      | Toast                                              | Joan Potter                            | Television film             |       |
| 2011      | Life's Too Short                                   | Herself                                | Episode #1.3                |       |
| 2013      | Burton & Taylor                                    | Elizabeth Taylor                       | Television film             |       |
| 2014      | Turks & Caicos                                     | Margot Tyrrell                         | Television film             |       |
| 2014      | Salting the Battlefield                            | Margot Tyrrell                         | Television film             |       |
| 2015      | Codes of Conduct                                   | Esther Kaufmann                        | Pilot                       |       |
| 2016      | Love, Nina                                         | George                                 | 5 episodes                  |       |
| 2017      | Saying Goodbye                                     | Herself / Narrator (voice)             | Documentary                 |       |
| 2019      | The Dark Crystal: Age of Resistance                | Maudra Mayrin/The All-Maudra (voice)   | 4 episodes                  |       |
| 2019–2020 | The Crown                                          | Princess Margaret, Countess of Snowdon | Main role; 17 episodes      |       |
| 2020      | Cinderella: A Comic Relief Pantomime for Christmas | Lady Devilla                           | Pantomime                   | [ 2 ] |
| 2020      | Quentin Blake's Clown                              | Narrator                               | Animated movie              | [ 3 ] |
| 2021      | The Cleaner                                        | Sheila                                 | 1 episodes                  |       |
| 2022      | Harry Potter 20th Anniversary: Return to Hogwarts  | Herself                                | HBO Max Special             |       |
| 2022      | Ten Percent                                        | Herself                                | 1 episode                   |       |
| TBA       | Nolly                                              | Noele "Nolly" Gordon                   | Filming                     | [ 4 ] |